# Mission (Dél-Dakota)
Mission város az Amerikai Egyesült Államok Dél-Dakota államában, Todd megyében. Lakosainak száma 1156 fő (2020. április 1.).

## Népesség
A település népességének változása:

| 2010 | 1 182 |
| 2020 | 1 156 |